# ヘイロー (競走馬)
ヘイロー (Halo、1969年2月7日 - 2000年11月28日)は、アメリカ合衆国の競走馬・種牡馬。特に種牡馬としての成績が顕著で、1983年・1989年のリーディングサイアーに選ばれたほか、アメリカ殿堂馬サンデーサイレンスなどの父となった。

## 経歴
ケンタッキー州レキシントン近郊のゲインズウェイファームで生産された牡馬である。1969年のキーンランドにおけるジュライ・イヤリングセールに上場されたヘイローは、チャールズ・W・エンゲルハード・ジュニアによって10万ドルで落札された。1971年にエンゲルハードが没すると、ヘイローは彼の設立したクラグウッドステーブルの所有となった。
マッケンジー・ミラー調教師に預けられて競走馬としての調教を受けていたが、後々も問題となる気性の荒さはすでに発露しており、ミラーも「なぜ彼が去勢されなかったのか不思議だ」と語っていた。
2歳時は10月のベルモントパーク競馬場でデビューを迎えて勝利し、その後1戦をこなして同年を終えた。3歳初頭は3連勝を飾り、ステークス競走でも入着するようになっていた。ここでミラー調教師は芝路線への転向を図り、芝の競走となっていたローレンスリアライゼーションステークスに出走させ、ここを勝利した。3歳秋にはダート路線でもローレル競馬場のヴォーターズハンデキャップに優勝している。
しかし、4歳シーズンはステークス競走で入着が1回と不振に陥る。同年の終わりに、ハリウッドの映画プロデューサーであるアーヴィング・アレンがヘイローを60万ドルで購入し、イギリスで種牡馬にするという契約を行っていたが、ヘイローに齰癖があることを知ったアレンが契約を破棄し、早期の種牡馬入りは白紙になっている。
5歳シーズンも競走を続け、アケダクト競馬場でのタイダルハンデキャップに優勝した後、ヘイローはエドワード・プランケット・テイラーの擁するウインドフィールズファームに売却された。そしてバーナードブルックハンデキャップ2着ののち、ユナイテッドネイションズハンデキャップで優勝し、G1馬の称号を得た。その後マールボロカップを目指して調整されていたが、怪我のため引退を余儀なくされた。

## 種牡馬
引退後はウインドフィールズファームのメリーランド支場で種牡馬となり、1株3万ドル、合計40株のシンジケートを組まれた。初年度産駒からカナダの年度代表馬となったグローリアスソングを出す成功を得たが、メリーランド州は馬産の中心地からやや外れており、環境の不利もあってか初年度以降の後続がなかなか出ない状況が続いた。
しかし1983年、ケンタッキーダービー優勝馬のサニーズヘイロー（1980年生）と、最優秀2歳牡馬に選ばれたデヴィルズバッグ（1981年生）の活躍が重なり、同年のリーディングサイアーに輝いた。すでに15歳のヘイローであったが、この躍進によって前年3万ドルだった種付け料が一気に10万ドルまで跳ね上げられた。テキサス州の石油採掘事業者であるトム・ティザムは、このヘイローの上り調子に商機を見て、1984年2月に1株90万ドル、合計3600万ドルのシンジケートを結成して、ウインドフィールズファームからヘイローを買い取った。シンジケートはヘイローの繋養先を、アーサー・ハンコック3世の運営するケンタッキー州レキシントンのストーンファームに決め、2月中に移送させた。このとき設定された種付け料は、推定で20万ドルと考えられている。
ストーンファームに移って初年度からケンタッキーオークスなどに勝ったグッバイヘイロー、スワップスステークス優勝馬のライブリーワン、カナダの最優秀3歳牝馬に選ばれたティルトマイヘイローなどを出す大成功を収めた。さらに翌年の産駒からサンデーサイレンスが現れ、同馬がアメリカ二冠とブリーダーズカップクラシックを勝った1989年にふたたびリーディングサイアーとなった。
依然として気性は荒く、よく人間に噛みつくため、ストーンファームではいつでも口籠を装着されていたという。この気性の荒さは父のヘイルトゥリーズンから受け継がれたものであったが、馬の肖像画を描いている画家リチャード・ストーン・リーヴスは両方の荒馬を見て、ヘイローも父と比べれば並みの馬に見える程であったと語っている。
1997年に種牡馬を引退し、2000年に31歳で亡くなった。

## 主な産駒
- サンデーサイレンス（ケンタッキーダービー、プリークネスステークス、ブリーダーズカップ・クラシック、日本リーディングサイアー13回）
- グッバイヘイロー（コーチングクラブアメリカンオークス、マザーグースステークス、ハリウッドスターレットステークス、ケンタッキーオークスなどG1・7勝、キングヘイローの母）
- グローリアスソング（スピンスターステークスなどG1・4勝、シングスピール、ラーイ、グランドオペラの母、デヴィルズバッグ、セイントバラードの全姉）
- デヴィルズバッグ（アメリカ最優秀2歳牡馬、タイキシャトルの父）
- サニーズヘイロー（ケンタッキーダービー、スーパーダービー、アーカンソーダービー、コロネーションフューチュリティ、グレイステークス）
- サザンヘイロー（アルゼンチンリーディングサイアー9回）
- セイントバラード（2005年アメリカリーディングサイアー）
- ジョリーズヘイロー（ドンハンデキャップ、イセリンハンデキャップ、ガルフストリームパークハンデキャップ）
- メローフルーツ（札幌3歳ステークス）

### 母父としての主な産駒
- シングスピール（カナディアン国際ステークス、ジャパンカップ、ドバイワールドカップ、コロネーションカップ、インターナショナルステークス）
- マキャベリアン（モルニ賞、サラマンドル賞）
- キングヘイロー（高松宮記念、中山記念、東京スポーツ杯3歳ステークス、東京新聞杯）
- ナリタキングオー（京都新聞杯）
- サンクスノート（京王杯スプリングカップ）
- エアジパング（ステイヤーズステークス）
- レディバラード（TCK女王盃）
- セイントメモリー（オーバルスプリント）

## 血統表
| ヘイローの血統                | ヘイローの血統                                                                | ヘイローの血統                                                                | （血統表の出典）                                                              | （血統表の出典） |
| 父系                          | ターントゥ系（ヘイルトゥリーズン系）                                          | ターントゥ系（ヘイルトゥリーズン系）                                          | ターントゥ系（ヘイルトゥリーズン系）                                          | [ § 2 ]          |
| 父 Hail to Reason 1958 黒鹿毛 | 父の父Turn-to 1951 鹿毛                                                       | Royal Charger                                                                 | Nearco                                                                        | Nearco           |
| 父 Hail to Reason 1958 黒鹿毛 | 父の父Turn-to 1951 鹿毛                                                       | Royal Charger                                                                 | Sun Princess                                                                  |                  |
| 父 Hail to Reason 1958 黒鹿毛 | 父の父Turn-to 1951 鹿毛                                                       | Source Sucree                                                                 | Admiral Drake                                                                 | Admiral Drake    |
| 父 Hail to Reason 1958 黒鹿毛 | 父の父Turn-to 1951 鹿毛                                                       | Source Sucree                                                                 | Lavendula                                                                     |                  |
| 父 Hail to Reason 1958 黒鹿毛 | 父の母Nothirdchance 1948 鹿毛                                                 | Blue Swords                                                                   | Blue Larkspur                                                                 | Blue Larkspur    |
| 父 Hail to Reason 1958 黒鹿毛 | 父の母Nothirdchance 1948 鹿毛                                                 | Blue Swords                                                                   | Flamign Swords                                                                |                  |
| 父 Hail to Reason 1958 黒鹿毛 | 父の母Nothirdchance 1948 鹿毛                                                 | Galla Colors                                                                  | Sir Gallahad III                                                              | Sir Gallahad III |
| 父 Hail to Reason 1958 黒鹿毛 | 父の母Nothirdchance 1948 鹿毛                                                 | Galla Colors                                                                  | Rouge et Noir                                                                 |                  |
| 母 Cosmah 1953 鹿毛           | 母の父Cosmic Bomb 1944 黒鹿毛                                                 | Pharamond                                                                     | Phalaris                                                                      | Phalaris         |
| 母 Cosmah 1953 鹿毛           | 母の父Cosmic Bomb 1944 黒鹿毛                                                 | Pharamond                                                                     | Selene                                                                        |                  |
| 母 Cosmah 1953 鹿毛           | 母の父Cosmic Bomb 1944 黒鹿毛                                                 | Banish Fear                                                                   | Blue Larkspur                                                                 | Blue Larkspur    |
| 母 Cosmah 1953 鹿毛           | 母の父Cosmic Bomb 1944 黒鹿毛                                                 | Banish Fear                                                                   | Herodiade                                                                     |                  |
| 母 Cosmah 1953 鹿毛           | 母の母Almahmoud 1947 栗毛                                                     | Mahmoud                                                                       | Blenheim                                                                      | Blenheim         |
| 母 Cosmah 1953 鹿毛           | 母の母Almahmoud 1947 栗毛                                                     | Mahmoud                                                                       | Mah Mahal                                                                     |                  |
| 母 Cosmah 1953 鹿毛           | 母の母Almahmoud 1947 栗毛                                                     | Arbitrator                                                                    | Peace Chance                                                                  | Peace Chance     |
| 母 Cosmah 1953 鹿毛           | 母の母Almahmoud 1947 栗毛                                                     | Arbitrator                                                                    | Mother Goose                                                                  |                  |
| 母系(F-No.)                   | Cosmah系(FN:2-d)                                                              | Cosmah系(FN:2-d)                                                              | Cosmah系(FN:2-d)                                                              | [ § 3 ]          |
| 5代内の近親交配               | Blue Larkspur4×4=12.50% Plucky Liege5･5（父内）=6.25% Pharos5･5（父内）=6.25% | Blue Larkspur4×4=12.50% Plucky Liege5･5（父内）=6.25% Pharos5･5（父内）=6.25% | Blue Larkspur4×4=12.50% Plucky Liege5･5（父内）=6.25% Pharos5･5（父内）=6.25% | [ § 4 ]          |
| 出典                          | 1. 2. 3. 4.                                                                   | 1. 2. 3. 4.                                                                   | 1. 2. 3. 4.                                                                   | 1. 2. 3. 4.      |

半兄に日本に輸出され皐月賞馬ハワイアンイメージを出したファーザーズイメージ、半姉にトスマー（アメリカ最優秀3歳牝馬、最優秀古馬牝）らがいる。母系を遡ると祖母にアルマームードがいるが、これは種牡馬として多くの実績を残したノーザンダンサーと同じ母系である。